# جيفري ر. دي ليو
جيفري ر. دي ليو (بالإنجليزية: Jeffrey R. Di Leo)‏ هو فيلسوف أمريكي، ولد في 1963 في فينيلاند في الولايات المتحدة.